# Bombo (architektura)

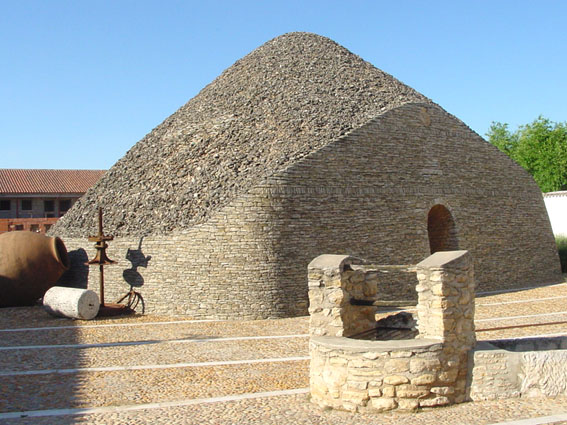
Bombo w muzeum w Tomelloso

Bombo to charakterystyczny budynek z okolic Tomelloso w Hiszpanii. Budowany bez użycia zaprawy z odpowiednio ułożonych na sobie kamieni. Wykorzystywany przez lokalnych rolników jako magazyn na narzędzia i schronienie w okresie prac polowych.